# Angie Palacios
Angie Fernanda Hernández Dajomes  (Shell, Cantón Mera, 12 de noviembre de 1995) es una halterófila ecuatoriana ganadora de la medalla de bronce en los Juegos Olímpicos de París 2024 en la categoría de los 71 kg. Anteriormente fue una vez campeona mundial juvenil en la categoría de 199 kg hasta 2018, y luego en la categoría de 64 kg después de que la Federación Internacional de Halterofilia reorganizara las categorías.
Es hermana menor de la medallista de oro en los Juegos Olímpicos de Tokio 2020, Neisi Dajomes.

## Carrera deportiva
Palacios compitió en la división de 64 kg en el Campeonato Mundial Juvenil de Halterofilia en Fiyi, obtuvo la medalla de plata en la modalidad de arranque y envión. Logró la medalla de bronce 64 kg durante los Juegos Panamericanos de 2019.
Representó a Ecuador durante los Juegos Olímpicos de 2020 en Tokio, logró el sexto lugar en la competencia con 226 kg.
Durante los Juegos Olímpicos de París 2024, ganó la medalla de bronce con un total de 256kg en arranque y envión.

## Mayores resultados
| Año                                               | Sede                              | Peso                    | Arranque (kg)           | Arranque (kg)           | Arranque (kg)           | Arranque (kg)           | Envión (kg)             | Envión (kg)             | Envión (kg)             | Envión (kg)             | Total                   | Rank                    |
| Año                                               | Sede                              | Peso                    | 1                       | 2                       | 3                       | Rank                    | 1                       | 2                       | 3                       | Rank                    | Total                   | Rank                    |
| Representando a Ecuador                           | Representando a Ecuador           | Representando a Ecuador | Representando a Ecuador | Representando a Ecuador | Representando a Ecuador | Representando a Ecuador | Representando a Ecuador | Representando a Ecuador | Representando a Ecuador | Representando a Ecuador | Representando a Ecuador | Representando a Ecuador |
| Juegos Olímpicos                                  | Juegos Olímpicos                  | Juegos Olímpicos        | Juegos Olímpicos        | Juegos Olímpicos        | Juegos Olímpicos        | Juegos Olímpicos        | Juegos Olímpicos        | Juegos Olímpicos        | Juegos Olímpicos        | Juegos Olímpicos        | Juegos Olímpicos        | Juegos Olímpicos        |
| ------------------------------------------------- | --------------------------------- | ----------------------- | ----------------------- | ----------------------- | ----------------------- | ----------------------- | ----------------------- | ----------------------- | ----------------------- | ----------------------- | ----------------------- | ----------------------- |
| 2020                                              | Tokio, Japón                      | 64 kg                   | 100                     | 104                     | 108                     | 2                       | 122                     | 127                     | 127                     | 7                       | 226                     | 6                       |
| 2024                                              | París, Francia                    | 71 kg                   | 110                     | 114                     | 116                     | 2                       | 135                     | 138                     | 140                     | 3                       | 256                     | Medalla de bronce       |
| Campeonatos Mundial de Halterofilia               |                                   |                         |                         |                         |                         |                         |                         |                         |                         |                         |                         |                         |
| 2017                                              | Anaheim, United States            | 69 kg                   | 90                      | 94                      | 95                      | 9                       | 112                     | 116                     | 120                     | 11                      | 215                     | 9                       |
| 2018                                              | Asjabad, Turkmenistán             | 64 kg                   | 91                      | 95                      | 100                     | 9                       | 115                     | 120                     | 122                     | 11                      | 222                     | 10                      |
| 2019                                              | Pattaya, Tailandia                | 64 kg                   | 101                     | 101                     | 101                     | —                       | 115                     | —                       | —                       | 23                      | —                       | —                       |
| 2022                                              | Bogotá, Colombia                  | 71 kg                   | 110                     | 115                     | 116                     | Medalla de plata        | 132                     | 136                     | 140                     | 5                       | 252                     | Medalla de bronce       |
| Juegos Panamericanos                              |                                   |                         |                         |                         |                         |                         |                         |                         |                         |                         |                         |                         |
| 2019                                              | Lima, Perú                        | 64 kg                   | 98                      | 103                     | 105                     | 2                       | 118                     | 118                     | 123                     | 5                       | 228                     | Medalla de bronce       |
| 2023                                              | Santiago, Chile                   | 71 kg                   | 110                     | 115                     | 118                     | 1                       | 130                     | 135                     | —                       | 2                       | 253                     | Medalla de oro          |
| Campeonato Panamericano de Levantamiento de pesas |                                   |                         |                         |                         |                         |                         |                         |                         |                         |                         |                         |                         |
| 2017                                              | Miami, United States              | 69 kg                   | 95                      | 99                      | 101                     | Medalla de bronce       | 115                     | 120                     | 123                     | 4                       | 222                     | 4                       |
| 2020                                              | Santo Domingo, Dominican Republic | 64 kg                   | 100                     | 105                     | 108                     | Medalla de plata        | 115                     | 120                     | 125                     | 6                       | 225                     | Medalla de bronce       |
| 2022                                              | Bogotá, Colombia                  | 71 kg                   | 107                     | 111                     | 113                     | Medalla de oro          | 130                     | 134                     | 137                     | Medalla de plata        | 247                     | Medalla de oro          |
| Campeonato Mundial Juvenil de Halterofilia        |                                   |                         |                         |                         |                         |                         |                         |                         |                         |                         |                         |                         |
| 2019                                              | Suva, Fiyi                        | 64 kg                   | 93                      | 96                      | 101                     | Medalla de plata        | 116                     | 119                     | 119                     | Medalla de plata        | 220                     | Medalla de plata        |